# OVNI (série télévisée d'animation)
Pour les articles homonymes, voir OVNI (homonymie).
OVNI est une série télévisée d'animation française en 104 épisodes de 5 minutes, tirée de la série de bande dessinée OVNI de Lewis Trondheim et Fabrice Parme, publiée aux éditions Delcourt. La série est réalisée en Flash par Jean-Luc François, produite par le studio Blue Spirit et diffusée premièrement depuis le 18 juin 2009, puis officiellement le 1er juillet 2009 et le 25 juillet 2011 sur Canal+ Family.

## Synopsis
Échoué sur Terre, Coda l'extraterrestre tente de survivre en traversant toutes les époques de l'humanité. C'est bien malgré lui qu'il laisse sa trace sur la planète, de manière assez inattendue[C'est-à-dire ?].

## Fiche technique
- Genre : Série d'animation, comédie, slapstick, humour surréaliste

- Réalisateur : Jean-Luc François, Sandra Derval
- Scénaristes : Jean Hemez + un auteur de BD différent, pour chaque épisode
- Auteur graphique : Fabrice Parme
- Musique : Olivier Aussudre
- Rédacteur(s) en chef : Ingrid Robert, Yann Martinat
- Production :
  - Producteur délégués : Sidonie Dumas, Franck Ekinci, Christophe Riandée, Jean-Marie Musique
  - Producteurs : Jean-Baptiste Lère, Didier Ah-Koon, Nicolas Atlan, Marc Dhrami
  - Productrice consultante : Ashley Mendoza
  - Société(s) de production : Blue Spirit, Canal+ Ré-création originale, Canal+ Family, Cube créative (variante "3D")
  - Avec le soutien du: Centre national de la cinématographie, Région Nouvelle-Aquitaine, Département de la Charente, Pôle Image Magelis, PROCIREP - Société des Producteurs (saison 1), ANGOA (saison 1), Tax Shelter du Gouvernément Fédéral Belge (saison 2)
  - Société(s) de distribution : France 3 Ludo, Télétoon France, EBS, Cake Entertainment
- Pays d'origine :  France
- Nombre de saisons : 2
- Nombre d'épisode : 104 (liste)
- Durée : 5 minutes

## Liste des épisodes

### Première saison (2009)
1. Codaland
2. Homo surfus allergicus
3. Campania
4. Tokyo High Tech Ninja
5. Mésozoïca
6. Psychedelia
7. Homo divinus
8. Homo D'Artagnus
9. Walhalla
10. Homo Arthurus
11. Homo Prohibitus
12. Homo Magicus Aladinus
13. Nazca
14. Miocenica
15. Homo cavernus
16. Homo modernus
17. Homo Apocalyptus
18. Westernia
19. Arctica
20. Omaha
21. Rapa Nui
22. Homo Raspoutinus
23. Titanica
24. Westernia
25. Homo vernus eiffelus
26. Homo Napoleonus
27. Arabia
28. Homo colombus
29. China
30. Cuba
31. Hollywoodia
32. Santa Santa
33. Egyptica
34. Himalaya
35. Amérindia
36. Homo Piratus
37. Babylonia
38. Homo gallicus
39. Homo grimmus
40. Luna Luna
41. Homo barbarus
42. Homo buildingus
43. Homo medievalus
44. Homo medievalus japonicus
45. Homo horribilius
46. Homo crusadus
47. Homo guillotinus
48. Homo roswellus
49. Da Vinci Codus
50. Republica Sovietica
51. Homo bigfootus
52. Roma

### Deuxième saison (2010-2012)
1. Homo Zombicus
2. Homo Achillus
3. Homo Heroicus
4. Homo Amadeus
5. Homo Versaillus
6. Homo Icarus Modernus
7. Dalaï Lama
8. Homo berlinus
9. Homo olympicus/olympus
10. Lucha
11. Homo klondikus
12. Homo mexicanus
13. Homo dreadlockus
14. Homo destructus
15. Homo secretus
16. Corrida
17. Australia
18. Homo paradisius
19. Homo tchernobylus
20. Homo rebellius tellus
21. Homo pigeonus venicus
22. Homo hospitalus
23. Homo atlantus
24. Homo administratus
25. Homo spatius stationus
26. Homo livingstonus
27. Homo golemus
28. Dracula
29. Homo colossus
30. Mafia
31. Homo cartoonicus
32. Homo Sherlockus
33. Space et soda
34. Subterra incognita
35. Homo naturalus historicus
36. Homo ironus goatus
37. Opéra
38. Homo robinus
39. Homo sportus hivernus
40. Homo footballus pizzatus
41. Homo circus
42. Safariland
43. Homo Artus Picassotus
44. Homo indi serpentus
45. Homo romanus
46. Homo hallucinatus
47. Homo highlandus
48. Homo crockettus
49. Homo kingus
50. Beatlemania